# 川牛膝
川牛膝（学名：Cyathula officinalis），又稱作天全牛膝、都牛膝、米心牛膝、家牛膝、肉牛膝、大牛膝，为苋科杯苋属的植物，为中国的特有植物。

## 产地
分布于中国大陆的云南、四川、贵州等地，生长于海拔1,500米的地区，常生长在荒地以及山坡林中，目前尚未由人工引种栽培。
- 宝兴川牛膝：中国地理标志产品。产于四川省雅安市宝兴县。

## 外部連結
- 川牛膝 Chuanniuxi （页面存档备份，存于） 藥用植物圖像數據庫 (香港浸會大學中醫藥學院) （中文）（英文）
- 川牛膝 中藥材圖像數據庫  (香港浸會大學中醫藥學院) （中文）（英文）
- 川牛膝 （页面存档备份，存于） 中藥方劑圖像數據庫 (香港浸會大學中醫藥學院) （中文）（英文）
- 川牛膝 Chuan Niu Xi （页面存档备份，存于） 中藥標本數據庫 (香港浸會大學中醫藥學院) （繁體中文）（英文）